# Alessio Corti

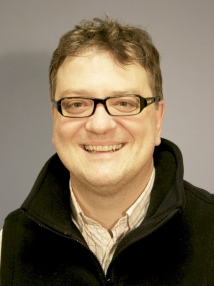
Alessio Corti (2015)

Alessio Corti (* 25. September 1965) ist ein italienischer Mathematiker, der sich mit algebraischer Geometrie befasst.
Corti studierte an der Universität Pisa und Scuola Normale Superiore in Pisa mit dem Diplom (Laurea) 1987 und wurde 1992 an der University of Utah bei János Kollár promoviert (Families of Del Pezzo Surfaces). Als Post-Doktorand war er an der Scuola Normale Superiore in Pisa und am MSRI. 1993 bis 1996 war er Dickson Instructor an der University of Chicago und ab 1996 Lecturer, ab 2001 Reader, an der Universität Cambridge. Seit 2005 ist er Professor am Imperial College London.
Er befasst sich mit höherdimensionaler birationaler Geometrie im Rahmen der Fortführung des Mori-Programms, minimale Modelle und höherdimensionale Fano-Varietäten.
Er war Gastwissenschaftler an der Universität Tokio, der Nationalen Universität von Taiwan und der Universität Rom (La Sapienza).
2002 erhielt er den Whitehead-Preis.
Er ist nicht mit dem gleichnamigen Organisten zu verwechseln.

## Schriften
- Als Herausgeber mit Miles Reid: Explicit birational geometry of 3-folds. London Mathematical Society Lecture Notes 281, Cambridge University Press, 2000.
- Mit Janos Kollar und Karen Smith: Rational and nearly rational varieties. Cambridge University Press, 2004.
- Als Herausgeber: Flips for 3-folds and 4-folds. Oxford Lecture Series in Mathematics and Its Applications 35, Oxford University Press, 2007.
- What is a flip? Notices AMS, Band 51, Dezember 2004, PDF.